# Scheidenschnäbler
Die Scheidenschnäbler, wissenschaftlicher Name Coleorrhyncha, sind eine artenarme Unterordnung der Schnabelkerfe und vermutlich die Schwestergruppe der Wanzen. Einzige rezente Familie sind die Mooswanzen oder Peloridiidae. Während die rezenten Mooswanzen auf die gemäßigten und subantarktischen Breiten der Südhalbkugel beschränkt sind, waren Vertreter der drei ausgestorbenen und nur fossil erhaltenen Familien weiter verbreitet. Die rezenten Scheidenschnäbler sind also vermutlich eine Reliktgruppe einer früher artenreicheren Verwandtschaft.

## Merkmale
Die rezenten Mooswanzen sind kleine, etwa 2 bis 5 Millimeter lange Insekten mit kryptischer, bräunlicher Färbung und im Leben meist mit einer Schutzschicht aus Kot und Pflanzenstreu getarnt. Ihre gitterförmig strukturierten Deckflügel erinnern an die von Netzwanzen. Der Kopf ist sehr breit, aber kurz und trägt außen auf kurzen Stielen zwei kugelige Komplexaugen; (Ocellen sind nur bei einer Art ausgebildet). Die kurzen Fühler sind dreigliedrig, das letzte Glied etwas keulenförmig erweitert, und unter dem Kopf verborgen. Auf der Kopfunterseite weit hinten entspringt ein Saugrüssel, der nach hinten gerichtet ist und von dem in Ruhestellung nur das Labium sichtbar ist. Vorn zwischen den Augen liegen meist schwach sklerotisierte, membranöse Flächen, die als Areolae bezeichnet werden. Am Rumpf ist das Pronotum seitlich erweitert und oft skulpturiert. Meist ist es abgeflacht mit einer mittleren (medianen) Längsrippe. Die Vorderflügel sind als lederartige Deckflügel (Tegmina) ausgebildet, die Hinterflügel, mit Ausnahme einer südamerikanischen Art, rückgebildet und funktionsuntüchtig. Die Tegmina liegen in Ruhestellung flach über Rumpf und Hinterleib, sie überlappen sich etwas, wobei immer der linke Flügel oben liegt. Bei der einzigen makropteren Art, Peloridium hammoniorum, sind Vorder- und Hinterflügel im Flug durch einen Koppelungsmechanismus miteinander verbunden, bei dem der Rand der Hinterflügel in eine kleine Borstengruppe auf der Unterseite des Clavus einrastet; entsprechende Strukturen sind von zahlreichen Wanzen bekannt. Die Hinterflügel sind dabei kleiner als die Vorderflügel und besitzen eine einfache Aderung mit fünf Adern. Die Beine sind bei allen Arten schlank und stabförmig, die Tarsen zweigliedrig. Der Hinterleib ist abgeflacht mit acht freien Tergiten.

## Evolution
Die frühesten den Coleorrhyncha zugeordneten Fossilien stammen aus dem späten Perm von Belmont (Australien) vor etwa 255 Millionen Jahren; sie sind damit deutlich älter als fossile Wanzen, die erst seit der Trias nachgewiesen sind. Die der Familie Progonocimicidae zugeordneten Fossilien weisen ein Flügelgeäder auf, das dem von Zikaden ähnelt. Es lässt sich versuchsweise von älteren fossilen Formen wie der permischen Familie Ingruidae (Prosboloidea) ableiten. Auch die Flügeladerung der ältesten Wanzen ähnelt der der Ingruidae, wobei aber beide Formen vermutlich unabhängig voneinander aus Ingruiden-artigen Vorfahren abzuleiten sind. Die Progonocimicidae sind bis zur Oberkreide fossil nachweisbar und waren vermutlich weltweit verbreitet (Funde aus Europa, Asien, Australien, Südamerika). Progonocimicidae besaßen acht apikale Zellen in den Tegmina, der Kopf besaß keine Fenster (Areolae). Die Hintertarsen waren dreisegmentig. An den Hintertibien saßen ein bis vier, meist zwei mobile Sporne (ähnlich zahlreichen rezenten Zikaden), aufgrund des Körperbaus wird Sprungvermögen vermutet.
Von einer Form der Progoncimicidae werden die mesozoischen, ausgestorbenen Familien Karabasiidae und Hoploridiidae abgeleitet. Nach den Merkmalen des Flügelgeäders waren vermutlich die Hoploridiidae die Schwestergruppe (oder womöglich die Stammgruppe) der rezenten Peloridiidae, von denen selbst keine Fossilien bekannt geworden sind. Diese drei Familien werden in einer Überfamilie Peloridoidea vereint, als Autapomorphien werden u. a. angegeben: Tegmina mit vergrößerter Basalzelle, der Arculus (eine Querader zwischen Radius und Cubitus) verlängert, die Subcosta kurz und frei endend; Hinterflügel, wenn vorhanden, ohne geschlossene Zellen; Kopf mit Areolae; Antennen dreisegmentig.

## Fossile Funde
Während die rezenten Mooswanzen auf der Südhalbkugel, in etwa dem Areal der Südbuche Nothofagus entsprechend, verbreitet sind, liegen von fossilen Vertretern fast weltweit Funde vor. Zahlreiche Arten sind aus dem Jura Chinas bekannt geworden. Auch aus der berühmten, kreidezeitlichen brasilianischen Santana-Formation sind einige Arten bekannt, die zu den Progonocimicidae gerechnet werden. Aus Bernstein liegt bis heute nur ein Fund vor: Eine Art der Cicadocorinae aus kreidezeitlichem libanesischem Bernstein.
Die ersten europäischen Funde wurden von Anton Handlirsch aus dem Jura von Dobbertin in Mecklenburg beschrieben, weitere jurassische deutsche Funde stammen aus Klein-Lehmhagen bei Grimmen, aus Schandelah in Niedersachsen und aus Mistelgau bei Bayreuth. Englische Funde aus Forthampton (Gloucestershire) stammen aus der Trias. 2011 wurde eine Reihe neuer Arten aus dem frühen Jura von Bascharage, Luxemburg, beschrieben.

## Systematik
- Unterordnung Coleorrhyncha
  - Familie † Progonocimicidae
    - Unterfamilie † Cicadocorinae
    - Unterfamilie † Progonocimicinae

  - Überfamilie Peloridioidea
    - Familie † Hoploridiidae (nur aus der Unterkreide der Transbaikal-Region, Russland)
    - Familie † Karabasiidae
    - Familie Peloridiidae (Mooswanzen)

## Phylogenie
Unter den rezenten Gruppen sind die Coleorrhyncha sowohl nach morphologischen wie auch nach molekularen Merkmalen mit hoher Wahrscheinlichkeit Schwestergruppe der Heteroptera (Wanzen), die gemeinsame Klade wird manchmal Heteropterodea genannt. Die Einbeziehung der fossilen Formen ergibt ein komplexeres Bild, wonach beide Formen unabhängig voneinander aus denselben zikadenähnlichen Vorfahren evolvierten; ein Teil der gemeinsamen Merkmale ist danach vermutlich konvergent entstanden.